# Процюк Тарас Степанович
Тара́с Степа́нович Процю́к (16 січня 1968, Івано-Франківськ — 8 квітня 2003, Багдад) — український телевізійний оператор, журналіст. Загинув у віці 35 років на війні в Іраку під час військової операції ЗС США у Багдаді: американський танк вистрілив у готель, з якого вів зйомку Тарас.

## Освіта
У 1980—90-х роках навчався у кількох вищих навчальних закладах СРСР, проте жодного з них не закінчив. Із Космічної академії в Ленінграді Тараса Процюка особистим наказом міністра оборони було виключено за місяць до закінчення останнього п'ятого курсу — за український націоналізм. Тоді, у 1980-ті, Тарас із друзями видавали усім охочим намальовані власноруч українські паспорти. Тарас — активний учасник студентського руху початку 90-х років.
Вільно розмовляв українською, російською, польською, англійською, сербською, хорватською мовами та фарсі.

## Професійна діяльність
На початку 1990-х якийсь час працював оператором на американську телекомпанію Сі-Ен-Ен (англ. CNN) та британську Скай-Ньюз (англ. Sky News).
Із середини 90-х років і до загибелі — відеооператор британського міжнародного інформаційного агентства «Рейтер» (англ. — Reuters), приквартирований до українського бюро в Києві. Після 2000 р. у зв'язку зі скороченням штату українського бюро Процюка було переведено до східноєвропейського бюро агентства у Варшаві (Польща).
Він знімав на відео московські заворушення 1993 р. і розстріл «Білого дому» в Москві, військові конфлікти на теренах колишнього СРСР (Нагірний Карабах, Придністров'я, Чечня), на теренах колишньої Югославії (Боснія, Косово, Північна Македонія), на Близькому Сході, в Кашмір і Афганістані. Дістав поранення й був контужений.
В Україні активно висвітлював громадянську акцію «Україна без Кучми» і надавав свої відеоматеріали українським телеканалам, які не могли через цензуру знімати відеозаписи цих подій й об'єктивно їх висвітлювати.
У червні 2001 р. як телеоператор «Рейтера» знімав візит до України (Львів, Київ) Папи Римського Івана Павла II.

## Обставини загибелі
8 квітня 2003 р. в столиці Іраку м. Багдад з балкону одного з номерів висотного готелю «Палестина» Тарас Процюк здійснював відеозйомку військової операції американської армії. Внаслідок прицільного гарматного пострілу з американського танка по готелю було смертельно поранено Процюка. Він помер дорогою в лікарню. Внаслідок вибуху загинув також телеоператор іспанського телеканалу Telecinco Хосе Коусо (англ. Jose Couso), який перебував із Процюком в тому ж приміщенні. Поранення дістали також троє співробітників агентства «Рейтер»: шеф бюро в Перській затоці, ліванець Саміа Нахул (англ. Samia Nakhoul), фотограф Фалех Хебер (англ. Faleh Kheiber) і технічний співробітник Пол Паскаль (англ. Paul Pasquale).
17 квітня 2008 р. друг Процюка, український журналіст Микола Вересень в інтерв'ю інтернет-виданню «Главред» заявив:
«Я розумію того сержанта, який сидів у тому танку. Я не можу влізти йому в голову і в голову Тарасові. Але як людина, яка була на війнах, можу точно сказати, що насправді дуже боїться сержант. Він їде і дуже боїться, що в нього хтось вистрелить. Це — війна. Інстинкт самозбереження ніхто не скасовував. Усі журналісти, які були тоді у готелі, полізли на дах. Тарас завжди любив мати ексклюзивні кадри, тому міг подумати: „Всі з тієї точки знімуть“ і не пішов на дах, залишився в номері, де і поставив камеру. А той сержант у танку, напевно подумав: там на даху дофіга віддзеркалюється лінз, значить, це — не снайпери і не наводчики. Солдат побачив окремий відблиск у вікні і, рятуючи своє життя й життя тих, хто їде позаду, вистрелив»

## Розслідування інциденту
10 квітня 2003 р. Міністерство закордонних справ України звернуло увагу США і Великої Британії, як країн, що проводять військову операцію в Іраку, на необхідність здійснення ретельного розслідування інциденту, через який загинув Тарас Процюк, і притягнення винних до відповідальності. 11 квітня 2003 р. Посол США в Україні в той час Карлос Паскуаль заявив у відповідь, що центральне командування американських збройних сил в Іраку пообіцяло провести розслідування цього факту.

### Розслідування в США
Американські військові спочатку стверджували, що танкісти відкрили вогонь по готелю «Палестина» у відповідь на обстріл із цього будинку. Французький телеканал TF-3 оприлюднив відеокадри пострілу по готелю «Палестина», зроблені їхнім оператором — на них було видно, що американський танк вів обстріл в умовах, коли не було вогню противника у відповідь. Тоді США заявили, що танкісти могли сприйняти сонячні відблиски з журналістських об'єктивів за обстріл або за дії коригувальників ворожого вогню.

15 листопада 2005 р. Посол США в Україні Джон Гербст заявив: «Американці відмовляються платити сім'ї Тараса Процюка» // «Телекритика», 15.11.2005 
«Представники збройних сил США провели розслідування і дійшли висновку, що Тарас Процюк загинув в результаті нещасного випадку. Це, звичайно, трагічна подія. Він працював в зоні бойових дій після того, як був найнятий інформаційним агентством. Ми дуже шкодуємо, що він загинув, але нам більше нічого сказати з цього приводу»

### Розслідування в Іспанії
У 2006 р. іспанський Верховний суд ухвалив рішення притягнути до відповідальності трьох американських військових-танкістів і передав Інтерполу ордер на їхній арешт. Але у 2009 р. всі звинувачення з них були зняті.

## Питання компенсацій
Сім'я загиблого просила Президента України Віктора Ющенка допомогти у виплаті компенсації та зверталася безпосередньо до уряду США. Проте уряд США відмовився виплатити таку компенсацію.
У квітні 2010 р. Інститут «Республіка», очолюваний другом Процюка і політичним активістом Володимиром Чемерисом, ініціював збір підписів під зверненням до Президента США Барака Обами з вимогою виплатити компенсацію родині загиблого.

## Вшанування та пам'ять

Меморіальна дошка в Києві на честь Тараса Процюка

Могила Тараса Процюка

Пам'ять Процюка вшанували хвилиною мовчання у Верховній Раді України під час відкриття ранкового засідання 9 квітня 2003 року. Глибокі співчуття родині, друзям і колегам загиблого висловив того дня і Президент України Леонід Кучма.
Процюк похований 14 квітня 2003 року в Києві на Байковому цвинтарі (ділянка № 49б, 50°25′02.6″ пн. ш. 30°30′03.5″ сх. д. / 50.417389° пн. ш. 30.500972° сх. д.). На його могилу лягли вінки, зокрема від Президента України Леоніда Кучми, Київради та Київської міськдержадміністрації, московського бюро інформагентства «Рейтер», київського бюро інформагентства «Асошейтед Пресс» (англ. Associated Press), українських і закордонних ЗМІ. Місце на головному місці поховань в Україні — Байковому цвинтарі — було виділене урядом України у відповідь на звернення журналістських організацій.
Відспівування відбулося в київській Церкві Василія Великого Української Греко-Католицької Церкви (УГКЦ). Громадянська панахида відбулася в будівлі Національної консерваторії України.
«У нас в Києві була як маленька сім'я. Діти, дружини приходили до нас. Тарас сам був із Західної України. Він був греко-католиком. Взагалі, питання релігії для нього було дуже важливим», — кореспондент київського бюро агентства «Рейтер» Рон Попескі, 08.04.2009.«Тарас Процюк. Бессмысленная жертва войны» // Версии.com, 08.04.2009 [Архівовано 17 серпня 2014 у Wayback Machine.]
«Єдине, чого б я дуже хотів, щоби пам'ятали про цих людей, щоби хто-небудь, коли-небудь сказав би фразу, яку завжди промовляють у таких випадках: ми стояли на плечах гігантів. Бо вони були такими. І Україна поки що не оцінила їх», — український журналіст Микола Вересень в інтерв'ю інтернет-виданню «Главред», 17.04.2008 р.
Починаючи із 2004 р. щороку в день загибелі Процюка група осіб під керівництвом голови Інституту «Республіка» Володимира Чемериса влаштовують в Києві пікетування Посольства США. В останні роки під час цих пікетувань переважають антиамериканські політичні гасла.
14 листопада 2013 року комісія з перейменування вулиць виконавчого комітету Івано-Франківської міської ради ухвалила рішення про розгляд можливості перейменування вулиці Гімназійної в мікрорайоні Пасічна на вулицю Тараса Процюка.
22 грудня 2015 року в його рідному місті Івано-Франківськ з'явилася вулиця Тараса Процюка.

## Родина
Тарас залишив дружину Лідію і сина Дениса, якому на момент загибелі батька було 8 років.

## Нагороди
- Орден «За мужність» III ступеня (посмертно).

## Трагічні збіги
Повертаючись із поминок за Тарасом Процюком, уночі проти 9 квітня 2003 р. на трасі Київ — Чернігів загинув його близький друг, український журналіст Олександр Кривенко.